# Anamaria Nesteriuc
Anamaria Nesteriuc (n. 29 noiembrie 1993, Cluj-Napoca, România) este o atletă română, specializată în proba de 100 m garduri.

## Carieră
Sportiva s-a apucat de atletism la Cluj la vârsta de 12 ani sub îndrumarea mamei ei. A participat la Campionatul Mondial de Juniori din 2012 și la Campionatele Europene de Tineret din 2013 și 2015 și este multiplă campioană națională și balcanică.
În 2016 clujeanca a reprezentat pentru prima dată România la Campionatul European de seniori. Anul următor s-a clasat pe locul cinci la Universiada de la Taipei și cu echipa României (Anamaria Nesteriuc, Sanda Belgyan, Camelia Gal, Bianca Răzor) a obținut medalia de bronz la 4x400 m. La Campionatul European din 2018 și la Campionatul Mondial în sală din 2022 a ajuns în semifinală. La Jocurile Francofoniei din 2023 a cucerit medalia de argint la 100 m garduri și două medalii de bronz la 4x100 și 4x400 m.

## Realizări
| An   | Competiție                               | Locație                    | Loc | Eveniment     | Note    |
| ---- | ---------------------------------------- | -------------------------- | --- | ------------- | ------- |
| 2012 | Campionatul Mondial de Juniori (sub 20)  | Barcelona, Spania          | 26  | 100 m garduri | 14,03   |
| 2013 | Campionatul European de Tineret (sub 23) | Tampere, Finlanda          | 12  | 100 m garduri | 13,61   |
| 2015 | Campionatul European de Tineret (sub 23) | Tallinn, Estonia           | 19  | 100 m garduri | 13,89   |
| 2016 | Campionatul European                     | Amsterdam, Olanda          | 20  | 100 m garduri | 13,41   |
| 2017 | Campionatul European în sală             | Belgrad, Serbia            | 17  | 60 m garduri  | 8,24    |
| 2017 | Universiada                              | Taipei, Taiwan             | 5   | 100 m garduri | 13,35   |
| 2017 | Universiada                              | Taipei, Taiwan             | 3   | 4 × 400 m     | 3:34,16 |
| 2018 | Campionatul Mondial în sală              | Birmingham, Marea Britanie | 30  | 60 m garduri  | 8,32    |
| 2018 | Campionatul European                     | Berlin, Germania           | 22  | 100 m garduri | 13,26   |
| 2019 | Jocurile Europene                        | Minsk, Belarus             | 23  | 100 m garduri | 14,34   |
| 2021 | Campionatul European în sală             | Toruń, Polonia             | –   | 60 m garduri  | DS      |
| 2022 | Campionatul Mondial în sală              | Belgrad, Serbia            | 18  | 60 m garduri  | 8,13    |
| 2023 | Jocurile Francofoniei                    | Kinshasa, Congo            | 2   | 100 m garduri | 13,20   |
| 2023 | Jocurile Francofoniei                    | Kinshasa, Congo            | 3   | 4 × 100 m     | 45,56   |
| 2023 | Jocurile Francofoniei                    | Kinshasa, Congo            | 3   | 4 × 400 m     | 3:45,57 |
| 2024 | Campionatul European                     | Roma, Italia               | 33  | 100 m garduri | 14,09   |

## Recorduri personale
| Probă                | Performanță | Dată          | Locație  |
| -------------------- | ----------- | ------------- | -------- |
| 100 m garduri        | 13,02 s     | 15 iulie 2023 | Craiova  |
| 60 m garduri în sală | 8,07 s      | 5 martie 2022 | Istanbul |

## Legături externe
Materiale media legate de Anamaria Nesteriuc la Wikimedia Commons
- Anamaria Nesteriuc la Comitetul Olimpic și Sportiv Român (arhivat)
- en Anamaria Nesteriuc la World Athletics
- en  Anamaria Nesteriuc la athleticspodium.com